# JR貨物トキ25000形貨車
JR貨物トキ25000形貨車（JRかもつトキ25000がたかしゃ）は、1999年（平成11年）に製作され、日本貨物鉄道（JR貨物）に車籍を有する 40 t積の貨車（無蓋車）である。

## 概要
非鉄金属生産の大手企業である東邦亜鉛の小名浜製錬所（福島県いわき市） - 安中製錬所（群馬県安中市）間において、亜鉛の鉱石・中間製品輸送に用いられてきたトキ25000形（JR貨物所有車）の取替用として、1999年（平成11年）3月に日本車輌製造で12両 (25000-1 - 25000-12) が製作された。亜鉛精鉱専用の私有貨車で、所有者は東邦亜鉛である。
JR貨物の汎用無蓋車淘汰方針を受けてなされた代替輸送手段の検討において、コンテナ化・トラック転換などとの比較がなされ、荷役や運用方の変更回避・総合的な輸送コストの低廉性に鑑み本形式の製作がなされるに至った。
運用や荷役の互換性を維持するため車体寸法はJR貨物所有車と共通であるが、荷重を40 tに増大することで製作数を最小限に抑えつつ輸送能力の確保を図った。同一用途で使用されるタキ15600形タンク車や後継のタキ1200形タンク車（いずれも亜鉛焼鉱専用）とともに、製錬所間を往来する専用貨物列車（通称「安中貨物」）に用いられている。

## 仕様・構造
※ 本節以降、国鉄製作→JR貨物所属のトキ25000形を「従来車」と記述して区別する。
積載荷重40 tの2軸ボギー無蓋車で、車両全長 (14,186 mm) ・ボギー中心間距離 (9,386 mm) など車両の基本寸法は従来車と同一である。運用や荷役を従来車と共通とするための仕様で、赤3号（レンガ色）の外部塗色も従来車と同一である。台車・連結器は灰色1号（明灰色）とされた。記号標記は特殊標記符号「オ」（荷重36 t以上の無蓋車）を前置し「オトキ」と標記する。これは従来車と同一の標記方式であるが、本形式では車両番号を「形式番号 - 車両番号」様式のJR貨物方式で付番し、「オトキ 25000-n（n は製作順）」のように標記される。車体側面向かって右側の「あおり戸」には「亜鉛精鉱専用」の専用種別標記が付される。
従来車から増大した荷重 (36 t → 40 t) に対応するため、台枠は魚腹形状の中梁をはじめ各部材が強化された。あおり戸は従来車と同様の4分割式で、外部に補強部材を追設する。開扉した「あおり戸」を下方で係止する「あおり戸受け」を設けることも従来車と同一の仕様であるが、本形式では荷役にカーダンパーを用い、車両ごと転傾させて積荷の取卸を行うため、通常は荷役目的で「あおり戸」を開扉することはない。
床板・妻板・あおり戸内張にはステンレス (SUS304) を用いて荷卸時の積荷滑落促進を図っている。鉱石輸送に専用するため、従来車に設けられていた積荷転動防止用の「埋木」は装備しない。積荷濡損防止のため、緑色のテントカバーが付属品として装備された。
台車は弓形の側梁をもつFT1C形で、積荷の有無で定数が異なる「2段バネ」の枕バネを装備する。防振ゴムを併用した鞍案内式の軸箱支持機構・密封コロ軸受・重荷重対応の輪軸「14 t中軸」は他のFT1系台車と共通の仕様である。ブレーキ装置は制御弁に三圧式のEA1制御弁を用い、積荷の有無でブレーキ力を自動切替するCSD方式（積空切替式自動空気ブレーキ）である。台車・ブレーキ制御弁・連結器はクム1000系私有車運車の廃車発生部品を再用したもので、制御弁の使用圧力を3.7 kg/cm2に変更して一般貨車との混結を可能とした。補助ブレーキは従来車の足踏み式ブレーキテコを廃し、両側側面の台枠下部に回転ハンドル式の手ブレーキを設ける。このため、入換時は「突放禁止」の扱いである。
台車・ブレーキ装置の仕様自体は最高速度110 km/hに対応するが、本形式では、従来車・タキ15600形と共通で専用貨物列車に用いる運用実態に鑑み、ブレーキ装置の比例弁を一般貨車対応の設定として最高速度を75 km/hとしている。比例弁の改造で、最高速度95 km/hでの運用も可能な仕様である。

## 運用
製作時より福島臨海鉄道の小名浜駅（福島県いわき市）に常備され、同駅から信越本線安中駅までの区間で毎日1往復の専用貨物列車として運用される。本形式は通常6両を1組として使用し、亜鉛焼鉱を輸送するタキ15600形やタキ1200形とともに列車を組成する。
当初から2000年（平成12年）12月のダイヤ改正前日までは水戸線・両毛線経由で、2000年（平成12年）12月のダイヤ改正から2015年（平成27年）3月のダイヤ改正前日までは田端信号場駅・東北本線（東北貨物線）・高崎線・経由で運転されていた。2015年1月には当初の常備駅であった宮下駅が廃止され、専用線は同時に移転した小名浜駅での接続に変更された。
現在は往復での経由路線は統一され、安中駅 - 信越本線・高崎線 - 大宮操車場 - 別所信号場 - 武蔵野線 - 南流山駅 - 北小金駅 - 常磐線 - 泉駅 - 福島臨海鉄道 - 小名浜駅のルートに変更されている。2016年のダイヤ改正で最高速度が95 km/hに引き上げられた。
東邦亜鉛は2022年3月までに安中精錬所での焙焼工程を休止し、小名浜製錬所に集約することを発表している。

## 事故
2018年7月4日15時9分頃、武蔵野線越谷レイクタウン駅構内で、下り線に停車中の東京行き各駅停車の運転士が、通過する安中行き専貨5094列車（機関車1両＋貨車18両）とのすれ違いの際に異常音を感知し、防護無線を発報した。停車した5094列車の運転士が確認したところ、後ろから2両目のトキ25000-6のテントカバーが外れ、各駅停車に接触しているのを発見した。この影響で武蔵野線は約4時間半に渡って運転見合わせとなった。カバーが外れた原因は調査中である。
この事故を受けてトキ25000形は全車運用を離脱し、カバーを改良の上で2018年末に運用に復帰した。骨組みを使用せずロープでシートを固定する方式となり、1両あたりの荷役時間が伸びたためトキ25000形による輸送両数は6両から5両に変更された。